# 波赫丹尼夫卡 (圖利欽區)
48°38′29″N 29°6′29″E / 48.64139°N 29.10806°E
波赫丹尼夫卡（烏克蘭語：Богданівка）是位於烏克蘭西南部文尼察州圖利欽區的村莊，面積25.95平方公里，海拔高度208米，2001年人口1,023，人口密度每平方公里39.42人。